# 1968 en sociologie
| Années de la sociologie : 1965 - 1966 - 1967 - 1968 - 1969 - 1970 - 1971    |
| Décennies de la sociologie : 1930 - 1940 - 1950 - 1960 - 1970 - 1980 - 1990 |

Cet article présente les événements de l'année 1968 dans le domaine de la sociologie.

## Publications

### Livres
- Raymond Aron, De Gaulle, Israël et les Juifs
- Francesco Alberoni, Statu nascenti (1968) (États naissants)
- Raymond Aron, La Révolution introuvable
- Georges Balandier (dir.), Dictionnaire des civilisations africaines, Paris, Fernand Hazan
- Pierre Bourdieu et al., Le Métier de sociologue, Paris, Mouton-Bordas, p. 143
- Pierre Bourdieu, Jean-Claude Passeron, Jean-Claude Chamboredon, Le métier de sociologue : préalables épistémologiques, Paris, Mouton, Bordas (Les textes sociologiques ; 1), 430 p.
- Gaston Bouthoul, Variations et mutations sociales, Payot
- Jean Cazeneuve, Sociologie de Marcel Mauss
- Henri Desroche, Sociologies religieuses, puf (coll. Sup), 224 p.
- Julien Freund, Qu’est-ce que la politique ? Seuil (rééd. 1978)
- Georges Gurvitch, Traité de sociologie, tome II, Paris : P.U.F., 1re éd. : 1960, p. 189.
- Jürgen Habermas, Knowledge and Human Interests
- Henri Janne, Le système social, Bruxelles, Éditions de l'Institut de sociologie de l'ULB
- Bertrand de Jouvenel, Cours d’introduction à la sociologie politique 1968-1969. Rédigé d'après la sténotypie du cours (Licence 1re année) Paris, les Cours de droit
- Viola Klein et Alva Reimer Myrdal, Women, Two Roles: Home and Work, 2d edition
- Paul Lazarsfeld, The use of panels in social research. Oslo: Universitet, 10 Blatt.
- Paul Lazarsfeld, Neil W. Henry, Latent structure analysis. Boston: Houghton, Mifflin, ix, 294 S.
- Henri Lefebvre, La vie quotidienne dans le monde moderne, Paris, Gallimard, Collection Idées
- Geoffry Duncan Mitchell, A Hundred Years of Sociology
- Bronisław Malinowski, Une Théorie Scientifique de la Culture, Paris, Maspero, Le Seuil (réed. 1970)
- Marcel Mauss, Essais de sociologie, Collection Points, Éditions du Seuil (réédition)
- Charles Wright Mills, L’imagination sociologique, trad. fr., Paris, Maspero
- Gunnar Myrdal, Asian Drama: An inquiry into the Poverty of Nations
- Frank Parkin, Middle class radicalism : the social bases of the British Campaign for Nuclear Disarmament
- Nicos Poulantzas, Pouvoir politique et classes sociales
- Alfred Radcliffe-Brown, Structure et Fonction dans la Société Primitive, Paris, Éditions de minuit
- Guy Rocher, Introduction à la sociologie générale (1 - l'Action sociale)
- Évelyne Sullerot, Histoire et sociologie du travail féminin, Gonthier-Denoël (traduit en 10 langues)
- Cyril Smith, Adolescence : an introduction to the problems of order and the opportunities for continuity presented by adolescence in Britain
- Robert Stoller, Sex and Gender. On the Development of Maculinity and Feminity
- Jean-Pierre Worms, Une préfecture comme organisation. Rapport de recherche, CSO, Copédith

### Articles
- Berthaud G, Brohm Jean-Marie et al., « Sport, culture et répression », Partisans, no 43, juillet-septembre (rééd. Paris, Maspero, 1972)
- Pierre Bourdieu, Viviane Isambert-Jamati, « Sociologie de l'éducation », Revue française de sociologie, (1967) tome 1, p. 1-166 ; (1968) tome 2, p. 167-302, Numéros spéciaux
- Pierre Bourdieu, Jean-Claude Passeron, « L'examen d'une illusion », Revue française de sociologie, (1968), p. 227-253
- T.N. Clark, « The Structure and Functions of a Research Institute : The Année sociologique », Archives européennes de sociologie, 9, 1, p. 79–91
- Christian de Montlibert, « Promotion et reclassement : Les élèves d'un centre d'enseignement par cours du soir à la recherche d'une promotion par un diplôme », Revue française de sociologie, n˚ spécial "Sociologie de l'éducation", IX, p. 208–217
- Christian de Montlibert, M. Morin, « L'enseignement de la psychologie sociale et de la sociologie aux cadres des entreprises », Revue Française de sociologie, X, p. 375–389
- Jean-René Suratteau, « Heurs et malheurs de la sociologie électorale pour l’époque de la Révolution française », Annales. Économies. Sociétés. Civilisations, mai-juin 1968, no 3, p. 556-580

## Naissances
- Laurent Mucchielli, sociologue français.
- Aviad Raz, sociologue et anthropologue israëlien.
- Pitirim Sorokin (né en 1889), sociologue russe.

## Autres
- Fondation du Centre de sociologie européenne  par Pierre Bourdieu, le (CNRS UMR 8135, France).
- Philip M. Hauser devient le 58e président de l'Association américaine de sociologie.
- Évelyne Sullerot, rapport sur « L'Emploi des femmes et ses problèmes dans la Communauté économique européenne » (à l'origine de la « Directive européenne sur l'égalité de traitement entre hommes et femmes »).